# 昌道郡
昌道郡（：／ Changdo gun */?）是朝鮮民主主義人民共和國江原道東南的一個郡，位於北漢江上游，南鄰大韓民國江原道。面積1,991平方公里，1991年人口約33,000人。下分1邑、23里。

## 历史
原为以江原道金化郡昌道面为中心的区域，1908年-1914年间金化郡曾并入金城郡，今昌道郡也在其中。
1939年将金化郡岐梧面该称昌道面，为昌道之名之始。
1952年郡面里统废合时，将金化郡远北面、金城面、通口面全部以及昌道面、近东面、任南面、近北面、远南面、远東面的一部分；及淮阳郡泗东面一部分、杨口郡水入面、东面一部分，设立昌道郡。